# 센트럴 파크의 요정
《센트럴 파크의 요정》(A Troll In Central Park)은 미국에서 제작된 돈 블루스, 게리 골드먼 감독의 1994년 애니메이션 영화이다. 돔 드루이즈 등이 주연으로 출연하였고 돈 블루스 등이 제작에 참여하였다.
이 영화는 비평가들로부터 대체적으로 부정적인 평가를 받았다. 돔 드루이즈 주연의 마지막 돈 블루스 감독 작품이다.

## 출연

### 주연
- 돔 드루이즈
- 필립 글래저
- 클로리스 리치먼
- 헤일리 밀즈
- 조나단 프라이스
- 찰스 넬슨 레일리

## 기타
- 노래: Norman Gimbel
- 노래: 로버트 포크